# Erik Lindahl
Erik Lindahl (Estocolmo, 21 de novembro de 1891 — Upsália, 6 de janeiro de 1960), foi um economista sueco. Ele foi professor de economia na Universidade de Uppsala 1942-1958 e de 1956-1959 foi o Presidente da Associação Econômica Internacional. Foi conselheiro do governo sueco e do Sveriges Riskbank e, em 1943, foi eleito como membro da Academia Real das Ciências da Suécia.

## Principais ideias
Lindahl levantou a questão de financiamento dos bens públicos, em conformidade com benefícios individuais. A quantidade do bem público satisfaz o requisito de que a soma benefício marginal é igual ao custo marginal de prover o bem.
A condição necessária e suficiente para tal equilíbrio, seria:
- (I) a soma dos declaram a vontade deve ser maior que o custo de provisão;
- (II) o número mínimo de disposição a pagar seja positivo e diferente de zero.

"Lindahl foi, provavelmente, o mais teoricamente rigoroso membro da Escola de Estocolmo, Erik Lindahl foi o único membro do grupo que ficou totalmente dentro da academia. Embora ele tenha licenciado-se em Lund e tenha sido fortemente influenciado por Knut Wicksell, ele não foi seu aluno.
As contribuições de Lindahl  para a teoria econômica se estendem para além de suas raízes Wickselianas,  e abraçam muito do que está contido na moderna teoria Neo-Walrasiana. A formulação de Lindahl do conceito de sequência de economias e equilíbrio intertemporal (1929, 1930) é, de longe, a primeira tentativa rigorosa para fazê-lo. Ao elaborar uma teoria da capital (1929, 1939), nos termos intertemporais, Lindahl antecipa Malinvaud (1953) em sua famosa tentativa. A transferência dos conceitos de Lindahl para o  mundo  anglófono foi feito por dois de seus mais ardentes defensores, John Hicks (1939, 1965) e Friedrich Hayek (1941). Desde então, seu trabalho sobre a "análise da sequência" tem sido dada maior ênfase desde o trabalho de Frank Hahn (1973) e Roy Radner (1972). A solução de Lindahl de 1919  para os preços de bens públicos é outra notável realização, trazida para a economia moderna por Duncan Foley (1970).

### Imposto de Lindahl
O imposto de Lindahl é uma forma de tributação concebido por Erik Lindahl, na qual os indivíduos pagam por bens públicos, de acordo com seus benefícios marginais. Em outras palavras, eles pagam de acordo com a quantidade de satisfação ou utilidade que derivam do consumo de uma unidade adicional do bem público.
Ele pode ser visto como uma partilha individual da carga tributária coletiva de uma economia. O nível ideal de um bem público, é aquele no qual a quantidade à qual a disposição a pagar por mais uma unidade do bem, tomadas em sua totalidade para todos os indivíduos é igual ao custo marginal de fornecimento desse bem. O imposto de Lindahl é a quantidade ideal de vezes que a vontade de pagar por mais uma unidade de bem corresponda a esta quantidade.
Erik Lindahl foi profundamente influenciada por Knut Wicksell e propôs um método para o financiamento dos bens públicos, a fim de mostrar que o consenso político é possível. Como as pessoas são diferentes na sua natureza, suas preferências são diferentes, e o consenso requer que cada indivíduo pague um valor diferente de impostos para cada serviço, ou bem que ele consome. Se preço do imposto de cada pessoa é definido como sendo igual aos benefícios marginais recebidos no nível  ideal de serviços, cada pessoa têm a melhor provisão do bem público, e que podem portanto, concordar que têm o melhor nível de serviço prestado.

### Equilíbrio de Lindahl
O equilíbrio de Lindahl é um estado de equilíbrio econômico sob um imposto de Lindahl, bem como um método para encontrar o nível ideal para o fornecimento de bens públicos ou de serviços, que acontece quando o total do preço unitário pago por cada indivíduo é igual ao total por unidade de custo do bem público. Pode ser mostrado que existe um equilíbrio para diferentes ambientes. Portanto, o equilíbrio  de Lindahl descreve como a eficiência pode ser sustentada em uma economia com preços diferenciados. Leif Johansen deu a completa interpretação do conceito do "equilíbrio de Lindahl", o qual pressupõe que o consumo das famílias e as decisões são baseadas no compartilhamento dos custos, que deverão acarretar para o fornecimento de determinado bem público.
A importância do equilíbrio de Lindahl é que ele cumpre a condição de Samuelson  e, portanto, trata-se de um eficiente de pareto, apesar de o bem ser um bem público. Ele também demonstra como a eficiência pode ser alcançada em uma economia com bens públicos pelo uso personalizado de preços. Preços personalizados equacionam a avaliação individual de um bem público, ao custo do bem público.

## Obras
- Die der Gerechtigkeit Besteurung, 1919. (trans. "Só Tributação: Uma solução positiva", 1958)
- "Algumas Questões Controversas na Teoria da Tributação",
- O escopo e os Meios da Política Monetária, em dois volumes, de 1929. (publicados em particular - consulte Lindahl, 1930)
- "O Lugar de Capital na Teoria dos Preços", De 1929, Ekonomisk Tidskrift.
- Métodos de Política Monetária, 1930.
- "O Conceito de Renda", De 1933, Ensaios em Homenagem a Gustav Cassel.
- "Uma Nota sobre a Dinâmica de Preços Problema", de 1934, publicado mais tarde)
- "O Problema de equilibrar o Orçamento", De 1935, Ekon Tidsk.
- Estudos em a Teoria do Dinheiro e do Capital, de 1939. (Tradução para o inglês de 1929, 1930, 1935).
- "Metodfragor inom den dynamiska teorien", de 1942, Ekon Tidsk.
- "A suécia é a Política Monetária e a Política Fiscal Após a Guerra", Em 1943, Ekon Tidsk.
- "Alguns Aspectos do Problema da Inflação", De 1948, Nationalok Tidsk.
- "Sobre Keynes do Sistema Econômico", De 1954, Econômico Registro.
- "O Conceito básico da Contabilidade Nacional", de 1957, IER.

## Funções
- 1956: o Presidente da Associação Econômica Internacional
- 1939: Estudos em Teoria do Dinheiro e do Capital
- 1919: Die der Gerechtigkeit Besteuerung (alemão, traduzido como Apenas Tributação: Uma solução positiva, 1958)